# Savignia centrasiatica
Savignia centrasiatica är en spindelart som beskrevs av Kirill Yeskov 1991. Savignia centrasiatica ingår i släktet Savignia och familjen täckvävarspindlar. Inga underarter finns listade i Catalogue of Life.